# Lecane insulaconae
Lecane insulaconae är en hjuldjursart som beskrevs av Fontaneto, Segers och Melone 2008. Lecane insulaconae ingår i släktet Lecane och familjen Lecanidae. Inga underarter finns listade i Catalogue of Life.